# Cserkeszek
A cserkeszek, más néven középső cserkeszek (önelnevezésük адыгэ / adüge vagy шэрджэс / serdzsesz) Oroszország déli részén, a Karacsáj- és Cserkeszföld északnyugati részén, a Kaukázus északnyugati oldalán, a Kubán felső folyása mentén élő népcsoport. Számuk Cserkeszföldön mintegy 76 ezerre tehető (2000), további 2 ezer él Adigeföld négy településén.
A cserkeszeket gyakran tévesen azonosítják az Északnyugat-Kaukázusban élő, abház-adige nyelveket beszélő, mintegy 600 ezer főnyi cserkesz népekkel. Noha önelnevezésük megegyezik az adigékével, ez csupán közeli rokonságukat jelzi, ugyanakkor a cserkeszek világosan megkülönböztetik magukat az Adigeföldön élő rokonaiktól. Néprajzi szempontból a szunnita muszlim cserkeszeknek négy nagyobb csoportjuk ismert: jererukoj, kemgoj, hak, nadhokaudzs. Hagyományosan mezőgazdasággal foglalkoztak, s a Kubán által termékennyé tett cserkesz szállásterület mindig vonzó célpontja volt az orosz és ukrán telepeseknek. A 20. században a cserkeszek által lakott terület erőteljes iparosításon ment keresztül. Nemzetségi alapon szerveződő társadalmukban a legutolsó időkig ismert volt a rabszolgaság, illetve a nők rendkívül alárendelt helyzete. A Karacsáj-Cserkesz Köztársaság északi részén 1992-ben kikiáltották a Cserkesz Köztársaságot (Черкесия, Cserkeszföld) Cserkesszk fővárossal, 315 ezer lakossal, ám az államalakulatot az orosz kormányzat nem ismerte el. Cserkeszföld lakosságának mindössze 24%-a cserkesz nemzetiségű.

## Nyelvük
A cserkesz nyelv a kaukázusi nyelvek abház-adige ágához tartozik a hozzá rendkívül közel álló kabarddal és adigével, valamint az abházzal, az abazával és az ubihhal. Egyes összehasonlító nyelvészeti munkák szerint a cserkesz tulajdonképpen a kabard Kubán menti változata, sőt, a cserkesz népek analógiájára összefoglalóan cserkesz nyelv alatt tárgyalják az adige, a kabard és a voltaképpeni, a cserkeszek által beszélt cserkesz nyelvet. Írásuk 1938 óta cirill ábécén alapul.

## Történetük
A cserkeszek ősei feltehetően az i. e. 6. században kerültek a Kaukázus északi előterébe, és már az ókorban élénk kereskedelmi kapcsolatban álltak a Mediterráneum népeivel, valamint híresek voltak lovaikról és lovaglási tudományukról. Görög szerzetesek a 6. században hozták el a kereszténységet a harcias cserkeszek közé, akik ezt követően élénk kereskedelmi kapcsolatokat építettek ki egyfelől a Bizánci Birodalommal, másfelől a Kijevi Russzal. A mongolok 1240-es évekbeli betörését követően a cserkeszek egy csoportja nyugatabbra húzódott, ők lettek az adigék ősei. A 13. század végén a cserkeszek grúz fennhatóság alá kerültek, majd a 15–17. század folyamán az Oszmán Birodalomnak behódolt helyi hercegek irányították a cserkesz közösség életét. A 16. századtól egyre nagyobb lett a török befolyás, s a 17. századra a cserkeszek felvették az iszlám vallást.
E századokban állandósultak a fegyveres konfliktusok e tájon: hol a krími tatárokkal, a karacsájokkal, a kumükökkel vagy a nogajokkal háborúztak, hol pedig az egymással rivalizáló nagyhatalmak, az Oszmán Birodalom és Oroszország ütközőzónájában találták magukat. A cserkeszek – eltérően más kaukázusi népektől – nem nehezen járható, védelmet nyújtó hegyláncok között éltek, ezért kénytelenek voltak szövetségest keresni. Az 1550-es években sikeresen folyamodtak védelemért az orosz cárhoz, aki a szövetséget behódolásként értelmezte, és nagyszámú orosz földművest telepíttetett a jól termő cserkesz vidékre. Végül, 1790-ben az oroszok Cserkeszföldön megsemmisítő vereséget mértek Batal pasa seregére, és 1804-ben ugyanazon a helyen megalapították Batalpasinszkaja városát (ma Cserkesszk). Az új városba telepített orosz helyőrség volt a biztosíték arra, hogy elejét vegyék a cserkeszek minden esetleges lázadásának. Az orosz katonai parancsnokok az 1860-as évektől kezdve szisztematikusan a cserkesz nép kiirtására törekedtek és csapataik irgalom nélkül több százezer embert mészároltak le, illetve újabb ezrek veszítették életüket a menekülések során.

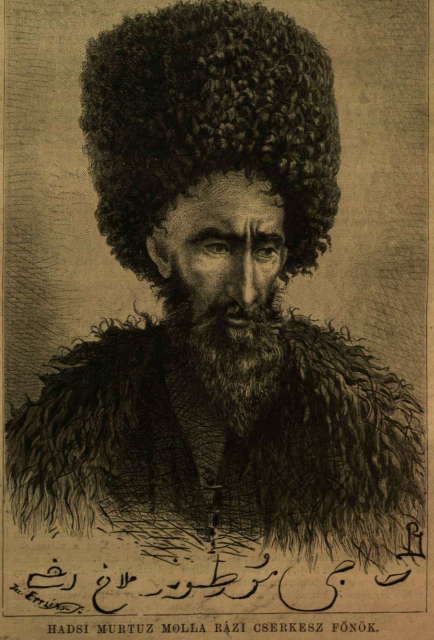
Cserkesz törzsi vezető 1870 körül

Ennek következményeként egyfelől nagyobb tömegek költöztek délkeletre, a Tyerek partján évszázadok óta élő kisebb cserkesz közösség mellé (ők lettek a kabardok), végül 1864-ben mintegy 400 ezer cserkesz hagyta el hazáját és telepedett le Törökországban, Szíriában, Jordániában, Libanonban és Palesztinában (döntő többségük mára asszimilálódott). Az elvándoroltak helyére oroszok, ukránok és örmények költöztek, s a 20. század elejére a cserkeszek száma alig érte el a 20 ezret.
1921-ben, a szovjethatalom beköszöntével Cserkeszföld a rövid életű Hegyvidéki Autonóm Szovjet Szocialista Köztársaság része lett, majd a sztálini adminisztráció gondoskodott róla, hogy a cserkeszek közigazgatásilag is elkülönüljenek a többi cserkesz néptől. 1922 januárjában megalakult a Cserkesz Autonóm Terület, amely később egyesült a Karacsáj Autonóm Területtel. A kommunizmus meggyengülésével, majd összeomlásával a cserkeszek, az adigék és a kabardok egy független, közös állam kikiáltására törekedtek.